# Dél-koreai férfi jégkorong-válogatott
A dél-koreai férfi jégkorong-válogatott Dél-Korea nemzeti csapata, amelyet a Dél-koreai Jégkorongszövetség irányít. Először 1979-ben szerepeltek a világbajnokságon.

## Eredmények

### Világbajnokság
- 1979 – 26. hely (C csop., 8. hely)
- 1980–81 – nem vett részt
- 1982 – 24. hely (C csop., 8. hely)
- 1983–85 – nem vett részt
- 1986 – 25. hely (C csop., 9. hely)
- 1987 – 26. hely (D csop., 2. hely)
- 1989 – 23. hely (C csop., 7. hely)
- 1990 – 25. hely (C csop., 9. hely)
- 1991 – 24. hely (C csop., 8. hely)
- 1992 – 26. hely (C csop., 6. hely)
- 1993 – 25. hely (C csop., 9. hely)
- 1994 – 30. hely (C csop., 10. hely)
- 1995 – 33. hely (C csop., 13. hely)
- 1996 – 33. hely (D csop., 5. hely)
- 1997 – 30. hely (D csop., 2. hely)
- 1998 – 31. hely (C csop., 7. hely)
- 1999 – 30. hely (C csop., 6. hely)
- 2000 – 29. hely (C csop., 5. hely)
- 2001 – 30. hely (Divízió II A, 1. hely)
- 2002 – 27. hely (Divízió I A, 6. hely)
- 2003 – 29. hely (Divízió II A, 1. hely)
- 2004 – 27. hely (Divízió I B, 6. hely)
- 2005 – 33. hely (Divízió II A, 3. hely)
- 2006 – 31. hely (Divízió II B, 2. hely)
- 2007 – 30. hely (Divízió II B, 1. hely)
- 2008 – 28. hely (Divízió I A, 6. hely)
- 2009 – 29. hely (Divízió II B, 1. hely)
- 2010 – 25. hely (Divízió I B, 5. hely)
- 2011 – 23. hely (Divízió I A, 3. hely)
- 2012 – 23. hely (Divízió I B, 1. hely)
- 2013 – 21. hely (Divízió I A, 5. hely)
- 2014 – 22. hely (Divízió I A, 6. hely)
- 2015 – 23. hely (Divízió I B, 1. hely)
- 2016 – 21. hely (Divízió I A, 5. hely)
- 2017 – 18. hely (Divízió I A, 2. hely)
- 2018 – 16. hely

### Olimpiai játékok
- 2018 – 12. hely
- 2022 – nem jutott ki